# Залокоцкий, Роман Фёдорович
Роман Фёдорович Залокоцкий (укр. Роман Федорович Залокоцький; 3 мая 1940, с. Броница (ныне Дрогобычский район Львовской области Украины — 17 сентября 2021, Самбор, Львовская область, Украина) — советский и украинский шахматный композитор (проблемист), международный мастер FIDE, международный арбитр по шахматной композиции, заслуженный мастер спорта Украины, гроссмейстер Украины по шахматной композиции, почётный гражданин города Самбора.

## Биография
В 1967 окончил Хабаровскую специальную школу милиции, в 1975 г. — юридический факультет Львовского государственного университета имени Ивана Франко, работал в органах МВД. В течение двенадцати лет возглавлял линейное отделение внутренних дел на станции Самбор.
С 1991 года на пенсии, продолжал работать юристом.
С сентября 1967 проживал в городе Самборе Львовской области.

## Спортивная карьера
С 1959 года занимался шахматной композицией. Автор многих статей по шахматной композиции.
За период творческой спортивной деятельности создал около 13 000 задач и этюдов. В периодической и спортивной прессе мира напечатано более восьми тысяч его шахматных задач и этюдов.
На общественных началах в течение двух лет редактировал шахматный отдел в краевой газете «Тихоокеанская звезда» (г. Хабаровск) и десяти лет в Самборской районной газете «Червоний прапор».
- Мастер ФИДЕ (Международной шахматной федерации) с 5 августа 1991 г.
- Гроссмейстер Украины по шахматам с 10 октября 1997 г.
- Международный арбитр (судья) с июля 2003 г.
- Заслуженный мастер спорта Украины с 3 марта 2005 г.
- Международный мастер ФИДЕ с сентября 2012 г.

## Спортивные достижения
Р. Залокоцкий — дважды чемпион мира по шахматной композиции в жанре Двухходовая задача-миниатюра (в 1982—1984 и 1985—1987 годах).
Принимал активное участие в командных чемпионатах Украины, бывшего СССР и в составе команды Украины на первенстве мира, занимал высокие спортивные звания.
Командные чемпионаты мира — WCCT:
- 1993—1996 5 WCCT: 1-e место — чемпион мира.
- 1997—2000 6 WCCT: 2-e место — вице-чемпион мира.
- 2001—2004 7 WCCT: 2-e место — вице-чемпион мира.
- 2005—2008 8 WCCT 6-e место, а в разделе задач на кооперативный мат в три хода: первая место.
- 2009—2013 9 WCCT: тренер члена команды Украины, международного гроссмейстера Ивана Сороки в жанре задач на обратный мат. Команда Украины на 9-й командном первенстве мира по шахматной композиции заняла второе место.

Командный чемпионат СССР:
- XIV 1991 Командное первенство СССР — 2-3 место.
- 1972 на Олимпийском турнире в жанре задач двухходовок стал бронзовым призёром.

Многократный призёр личного первенства Украины по шахматной композиции. Чемпион Украины в составе команды Львовской области 1978 г. и бронзовый призёр Украины 2009 года. На спортивных соревнованиях международного уровня удостоен более 100 первых наград.
Тренер команды Украины в разделе задач на кооперативный мат на пятом, шестом и восьмом WCCT (командных чемпионатах мира), тренер команды Украины девятого командного первенства мира по шахматной композиции.
Лауреат, проведённого в России в г. Иваново, международного конкурса «СвятогоГеоргия Победоносца» за 2008 год, в разделе задач на кооперативный мат h # 2,5 — 3 ходы с вручением памятной медали I степени.
В Альбом ФИДЕ отобрано 44 его задачи, а в альбом Украины — 138 задач.
Награжден 9-ю государственными и 23-ю спортивными медалями.
Почетный гражданин города Самбора (с 1999 года).
В начале сентября 2013 награждён медалью «За весомый вклад в развитие города Самбора».

## Публикации
Опубликовал 6 книг:
- «333 шахові мініатюри» (2000).
- «Звернення до Європейського Суду з прав людини», (юриспруденция, Самбор, 2010).
- «Буковинско-прикарпатская тема» (в соавт. с Анатолием Митюшиным, Самбор, 2011).
- «Віддалення» (Самбор, 2012)
- «Вікторія» (Самбор, 2012)
- «Фортуна», «Самбір-Волноваха-Дрогобич» (2012).